# Sijajni kvecal
Sijajni kvecal (znanstveno ime Pharomachrus mocinno) je majhna ptica, ki živi v južni Mehiki in Srednji Ameriki in živi v tropskih gozdovih, zlasti v gorskih oblačnih gozdovih. So del družine Trogonidae in imajo dve priznani podvrsti, P. m. mocinno in P. m. costaricensis. Tako kot drugi kvecali je tudi sijajni večinoma vsejed; njegova prehrana je v glavnem sestavljena iz plodov rastlin iz družine lovorovk, Lauraceae, občasno pa pleni tudi žuželke, kuščarje, žabe in polže.
Vrsta je znana po barvitem in zapletenem perju, ki se med spoloma bistveno razlikuje. Samci imajo prelivajoče se zeleno perje, rdeč spodnji del oprsja in trebuha, črna notranja krila in bel podrep, medtem ko so samice bolj dolgočasne in imajo krajši rep. Za samice so značilni sivi spodnji deli oprsja, trebuha in kljuna ter bronasto zelene glave. Te ptice izdolbejo luknje v propadajočih drevesih ali za gnezdišča uporabijo tista, ki so jih že naredile žolne. Znano je, da se med inkubacijo izmenjujejo, samci čez dan in samice ponoči. Samica običajno izleže eno do tri jajčeca, ki se izležejo v 17 do 19 dneh. Kvecal je višinski selivec, ki se seli s pobočij v krošnje gozda. To se zgodi med gnezditveno sezono, ki se razlikuje glede na lokacijo, običajno pa se začne marca in traja vse do avgusta.
Sijajni kvecal je na Rdečem seznamu IUCN ocenjen kot potencialno ogrožena vrsta, pri čemer je glavna grožnja uničevanje habitata. Ima pomembno vlogo v mezoameriški mitologiji in je tesno povezana s Quetzalcoatlom, božanstvom. Je nacionalna žival Gvatemale, ki je prikazana na zastavi in grbu; po njem se imenuje tudi državna valuta, gvatemalski kvecal.

## Taksonomija
Sijajni kvecal je prvi opisal mehiški naravoslovec Pablo de La Llave leta 1832. Je ena od petih vrst rodu Pharomachrus, splošno znanih kot kvecali. Kvecal se običajno uporablja posebej za označevanje sijajnega, vendar se običajno nanaša na vse člane rodov Pharomachrus in Euptilotis. Nekateri znanstveniki označujejo čopastega kvecala kot zelo bližnjega sorodnika sijajnega in predlagajo, da je čopasti podvrsta sijajnega ali pa tvorita nadvrsto. Domneva se, da se je vrsta kvecal razširila od koder se je pojavila v Andih, pri čemer je sijajni kvecal najmlajša vrsta. Ime rodu, Pharomachrus, se nanaša na fizične lastnosti ptice, pri čemer pharos pomeni 'plašč' in makros pomeni 'dolg' v stari grščini. Beseda quetzal izvira iz nahuatla (azteško), kjer quetzalli (iz korena quetza, kar pomeni 'stati') pomeni 'visoko pokončno pero' in nato 'quetzal repno pero'; od tega nahuatl quetzaltotōtl pomeni 'ptica s perjem kvecala' in torej 'kvecal'.
Priznani sta dve podvrsti, P. m. mocinno in P. m. costaricensis, čeprav še vedno poteka razprava o tem, ali naj bo costaricensis priznana kot posebna vrsta. Specifični vzdevek mocinno je latinizacija imena biologa Joséja Mariana M. Mociña, njegovega mentorja.

## Opis
Sijajni kvecal je največji trogon. Dolg je od 36 do 40 cm; pri imenovani podvrsti merijo repni trakovi med 31 cm in 100,5 cm, pri čemer je mediana 75 cm za samce. Nominirana podvrsta tehta približno 210 g, medtem ko je podvrsta costaricensis nekoliko manjša od nominalne rase, s krajšimi perutmi in kljuni. Repni kosi so krajši in ožji, merijo med 32 cm in 86 cm, mediana pa je 63 cm.
Sijajni kvecali imajo zeleno telo (prelivajo se od zeleno-zlate do modro-vijolične barve) ter rdeč spodnji del oprsja in trebuha. Odvisno od svetlobe lahko kvecalovo perje sije v različnih barvah: od zelene, kobaltne, limete in rumene do ultramarin. Njihovo zeleno pokrivalo na zgornjem delu repa skriva njihove repe in je še posebej čudovito pri plemenskih samcih, saj je daljše od preostalega telesa. Čeprav je perje kvecala videti zeleno, so v resnici rjavi zaradi pigmenta melanina. Primarni pokrovi kril so prav tako nenavadno dolgi in imajo resast videz. Samec ima čeladi podoben greben. Kljun, ki je delno prekrit z zelenimi nitastimi peresi, je pri zrelih samcih rumen, pri samicah pa siv. Njihovo mavrično perje, zaradi katerega so videti sijoči in zeleni kot listi krošnje, je maskirna prilagoditev za skrivanje v krošnji v deževnem vremenu. Koža kvecala je zelo tanka in se zlahka raztrga, zato je razvil debelo perje za zaščito kože. Ima velike oči, prilagojene za gledanje v medli svetlobi gozda. Njihova pesem je niz polnih tonov, mehkih, nerazločnih not v preprostih vzorcih in je pogosto izjemno melodična: keow, kowee, keow, k'loo, keeloo.

## Razširjenost in življenjski prostor
Ta vrsta živi sredi bujne vegetacije v posebej vlažnih deževnih gozdovih na visokih nadmorskih višinah (900–3200 m). Naselijo drevesa, ki sestavljajo krošnje in podkrošnje deževnega gozda, čeprav lahko najdemo tudi v grapah in pečinah. Najraje živi v propadajočih drevesih, štorih in zapuščenih duplih žoln. Žive barve kvecala so prikrite v deževnem gozdu. Sijajnega kvecala je mogoče najti od južne Mehike (najjužnejša Oaxaca in Chiapas) do zahodne Paname (Chiriquí). Razsežnosti obeh podvrst se razlikujejo: P. m. mocinno najdemo v južni Mehiki, severnem Salvadorju in severozahodni Nikaragvi, Gvatemali in Hondurasu, medtem ko P. m. costaricensis najdemo v Kostariki in zahodni Panami. Geografsko izolacijo med obema podvrstama povzroča Nikaragovska depresija, 50 km široka, 600 km dolga, ki vsebuje dve največji jezeri v Srednji Ameriki, Managovsko jezero in Nikaragovsko jezero, ter pomanjkanje gnezditvenih habitatov v regijah, ki mejijo na. Kvecal se za tri do štiri mesece (julij–oktober) seli iz svojih gnezditvenih območij v nižjem montanskem deževnem gozdu v predgorski deževni gozd na pacifiških pobočjih, nato pa se premakne čez celinsko ločnico na atlantska pobočja.
Številčnost kvecala na območjih parjenja je povezana s skupnim številom plodnih vrst, čeprav je korelacija med številčnostjo in številom plodnih vrst Lauraceae le obrobna.

## Vedenje
Sijajni kvecali so na splošno sramežljivi in tihi, da bi se izognili plenilcem. Nasprotno pa so med sezono parjenja precej glasni in njihovo vedenje je namenjeno razstavljanju in privabljanju partnerjev. Njihovi znani plenilci so jastreb Spizaetus ornatus, planinski orel in drugi jastrebi in sove kot odrasli, skupaj s smaragdnimi tukani (Aulacorhynchus prasinus), rjavimi šojami (Psilorhinus morio), dolgorepimi podlasicami (Neogale frenata), vevericami in vitorepimi medvedi (Potos flavus) kot mladiči ali jajca. Sijajni kvecal igra pomembno ekološko vlogo v oblačnih gozdovih, saj pomaga razširjati semena vsaj 32 drevesnih vrst.

### Hranjenje
Sijajni kvecali veljajo za specializirane sadjejede, hranijo se z 41 do 43 vrstami, čeprav se prehranjujejo tudi z žuželkami (predvsem z osami, mravljami in ličinkami), žabami, kuščarji in polži. Posebej pomembni so Symplococarpon purpusii in divji avokado ter drugi sadeži iz družine lovorikovcev, ki jih ptice cele pogoltnejo, preden izbruhnejo koščice, kar pomaga pri raznašanju teh dreves. Kvecali se pogosteje hranijo v opoldanskih urah. Odrasli jedo bolj sadno prehrano kot piščanci, ki jedo predvsem žuželke in nekaj sadja. Več kot petdeset odstotkov sadja, ki ga jedo, je lovor. Kvecali uporabljajo metode 'lebdenja' in 'zastoja', da selektivno pobirajo sadje blizu konic vej.

### Vzreja
Sijajni kvecali ustvarijo svoja gnezda nad 60 m v zraku in dvorijo v zraku s posebnimi klici. Posnetih je bilo šest specifičnih glasovnih klicev: žvižganje z dvema notama, gee-gee, wahc-ah-wahc, wec-wec, žvižg, coouee, uwac, klepetanje in brenčanje. Prvi klic je povezan s teritorialnim vedenjem samcev, medtem ko je piščalka couee paritveni klic. Sijajni kvecali običajno živijo sami, ko se ne razmnožujejo. So monogamni teritorialni rejci, velikost njihovega ozemlja v Gvatemali je 6–10 ha. So tudi sezonski rejci, saj gnezditvena sezona traja od marca do aprila v Mehiki, od maja do junija v Salvadorju in od marca do maja v Gvatemali. Med razmnoževanjem samice odložijo eno do tri bledo modra jajca s povprečno velikostjo 38,9 × 32,4 milimetra v gnezdo, postavljeno v luknjo, ki jo izdolbejo v gnilem drevesu. Sijajni kvecali po navadi zležejo dve sklopki na leto in je znano, da imajo visoko stopnjo propada gnezd, 67-78 %. Eden najpomembnejših dejavnikov pri izbiri mesta za gnezdo je, da mora biti drevo v fazi razkroja in propadanja. Pogosto ponovno uporabijo svoje prejšnje strani. Višina gnezdnih škrbin je 10 m, gnezdilne luknje pa 9 m.
Oba starša se izmenjujeta pri inkubaciji, pri čemer imata dolge repne pokrove, ki so upognjeni naprej iz luknje, in dajejo videz šopa praproti, ki raste iz luknje. Inkubacijsko obdobje traja približno 17 do 19 dni, v katerem samec običajno vali jajca podnevi, samica pa jih vali ponoči. Ko se jajca izležejo, za mladiče skrbita oba starša, ki jih že drugi dan hranita s celimi sadeži, kot so jagodičevje in avokado. Vendar pa piščance hranijo predvsem z žuželkami, kuščarji, polži in majhnimi žabami. Ugotovljeno je bilo, da samci na splošno dajejo več hrane, in sicer žuželk, kot samice. Samice ob koncu vzreje pogosto zanemarjajo in celo zapustijo mladiče, tako da prepustijo samcu, da še naprej skrbi za potomce, dokler niso pripravljeni preživeti sami. Med inkubacijskim obdobjem starši pristanejo in obračajo glavo v eno stran, preden vstopijo v gnezdo, kar je proces, znan kot 'sklanjanje'. Ta proces se konča, ko se piščanci izležejo. Mladi kvecali začnejo leteti po enem mesecu, vendar lahko pri samcih traja tri leta, da se razvije značilno dolgo repno perje.

## Stanje ohranjenosti
Populacijski trend se razlikuje med subpopulacijami, vendar na splošno upada, čeprav se nekatere populacije morda povečujejo ali pa so vsaj stabilne. Na rdečem seznamu IUCN je razvrščen kot potencialno ogrožena vrsta, z ocenjeno populacijo 20.000–49.999 osebkov. Zaradi oddaljenega habitata kvecala je potrebno več spremljanja, da se potrdi stopnja upadanja, in glede na rezultate bi lahko privedlo do tega, da se premakne v višjo kategorijo ogroženosti. Leta 2001 je kvecal preživel le v 11 majhnih, izoliranih delih gozda. Največje grožnje so izguba habitata zaradi krčenja gozdov, razdrobljenosti gozdov in krčenja kmetij. Kvecala včasih tudi lovijo za hrano in ujamejo za nezakonito trgovino. Oblačni gozdovi, življenjski prostor sijajnega kvecala, so eden najbolj ogroženih ekosistemov na svetu, vendar se vrsta pojavlja na več zavarovanih območjih in je iskana vrsta za opazovalce ptic in ekoturiste.
Menili so, da sijajnega kvecala ni mogoče gojiti ali imeti dolgo časa v ujetništvu, in opazili so, da običajno umre kmalu po tem, ko ga ujamejo ali zaprejo v kletko, zaradi asimilacije železa z zaužitjem vode, kar je zdaj znano, in se zdaj v njihovi prehrani izogibajo taninske kisline in železa. Zaradi tega je tradicionalni simbol svobode. Državna himna Gvatemale vključuje celo verz Antes muerto que esclavo será (Bodi raje mrtev kot suženj). Vendar pa je znanstveno odkritje o dovzetnosti ptic za železo omogočilo nekaterim živalskim vrtom, vključno z živalskim vrtom Miguel Álvarez del Toro v Tuxtla Gutiérrezu v Chiapasu, da obdržijo to vrsto. Vzreja v ujetništvu je bila napovedana leta 2004.

## V kulturi
Sijajni kvecal je velikega pomena za gvatemalsko kulturo, saj je prisoten v različnih legendah in mitih. Predkolumbovske mezoameriške civilizacije so ga imele za božanskega in ga povezovale s Quetzalcoatlom, pernato kačo in bogom življenja, svetlobe, znanja in vetrov. Njegovo lesketajoče zeleno repno perje, ki simbolizira spomladanski kalček rastline, so častili Azteki in Maji. Maji so prav tako imeli kvecala za simbol svobode in bogastva, zaradi smrti kvecala v ujetništvu in vrednosti njihovega perja skupaj z žadom. Mezoameriški vladarji in nekateri visoko pozicionirani plemiči so nosili diademe, ustvarjene iz perja kvecala, kar jih je simbolično povezovalo s Quetzalcoatlom. Ker je bilo ubijanje kvecalov prepovedano po majevskem in azteškem kazenskem pravu, so ptico le zasegli, ji odstranili podaljšano repno perje in jo spustili na prostost. V starodavni majevski kulturi je bilo perje kvecala tako dragoceno, da so ga celo uporabljali kot menjalno sredstvo. Tako je ime gvatemalske valute, kvecal. V različnih mezoameriških jezikih lahko beseda quetzal pomeni tudi dragocen, sveti ali kralj, bojevnik, princ.
Ena majevska legenda pravi, da je sisajni kvecal spremljal junaka, Tecún Umána, majevskega princa Quiché (K'iche'), med njegovim bojem proti španskemu konkvistadorju Pedru de Alvaradu. Tecún, opremljen samo s puščico in lokom, je bil kljub temu sposoben onesposobiti Alvaradovega konja ob prvem udarcu. Alvarado je nato dobil drugega konja in napadel Tecúna ter mu s sulico prebil prsi. Kvecal je priletel navzdol in priletel na Tecúnovo telo ter mu prsi napojil s krvjo. Takrat je vrsta, ki je bila prej popolnoma zelena, dobila značilno rdeče perje na prsih. Poleg tega je od tistega dne naprej kvecal, ki je prijetno pel pred špansko osvojitvijo, od takrat utihnil; na novo bo zapel šele, ko bo dežela popolnoma osvobojena.

## Galerija
- Samec stoji na veji
- Samec kaže svoj dolgi rep
- Samec kuka skozi luknjo v gnezdu
- Samec v Kostariki iz spodnje perspektive